# Pląs (singel)
Pląs – singiel polskiego zespołu Genzie, który został wydany 3 kwietnia 2022.
Nagranie otrzymało w Polsce status złotej plyty 24 kwietnia 2024.
Singel zdobył prawie 7 milionów wyświetleń w serwisie YouTube (na kwiecień 2024) oraz ponad 4 miliony odsłuchań w serwisie Spotify (na kwiecień 2024).

## Nagrywanie
Utwór został wyprodukowany przez Clearminda. Za mix/mastering i realizację utworu odpowiada Jędrek Wołodko i FANTØM. Tekst do utworu został napisany przez Jakuba Bireckiego oraz Patryka Barana.

## Twórcy
- Genzie – główny artysta/zespół
- Jakub Birecki – tekst

- Clearmind (Mateusz Żezala) – produkcja, kompozycja
- Jędrek Wołodko – mix/mastering, realizacja utworu
- FANTØM – mix/mastering oraz realizację utworu
- Patryk „Mortalcio” Baran – tekst, wokal
- Faustyna Fugińska – wokal
- Bartosz „Świeży” Laskowski – wokal
- Wiktoria „Kartonii” Bochnak – wokal
- Hanna „Hi Hania” Puchalska – wokal
- Bartek Kubicki – wokal

## Certyfikaty
| Kraj          | Certyfikat  | Sprzedaż |
| ------------- | ----------- | -------- |
| Polska (ZPAV) | złota płyta | 25 000+  |